# Тетілья
«Тетілья» (гал. queixo tetilla — «сосок») — традиційний галісійський напівтвердий сир з коров'ячого молока темно-кремового кольору з дірочками. Легко плавиться. Сир тетілья має багатий аромат і ніжний пікантний та свіжий лимонний смак з ноткою зеленої трави, також має м'яку консистенцію та тягучу текстуру. Зазвичай подається як десерт з айвовим мармеладом.
Сир отримав назву за оригінальну конусоподібну форму сирної головки, що має вагу від 0,5 до 1,5 кг, діаметр і висоту від 90 до 150 мм. Правильна головка тетільї повинна мати висоту більше радіусу, але менше діаметра. Для виробництва тетільї використовується молоко корів бурої альпійської, фризької і галісійської порід. Період дозрівання сиру становить до одного місяця. Спочатку тетілью виробляли на території провінцій Ла-Корунья і Понтеведра, але в даний час тетільєю визнаються всі сири, вироблені на території Галісії за відповідною технологією.

## Галерея

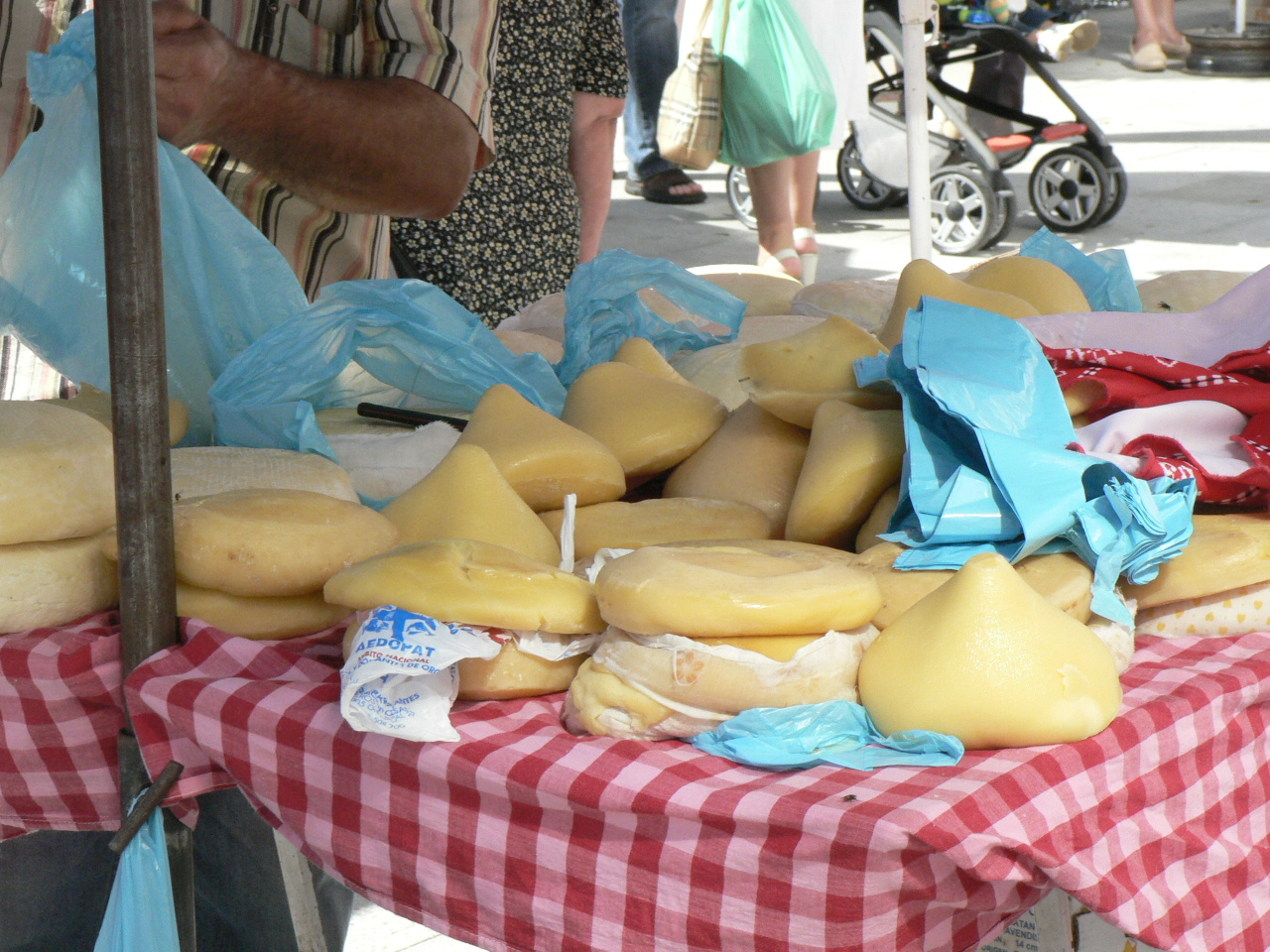
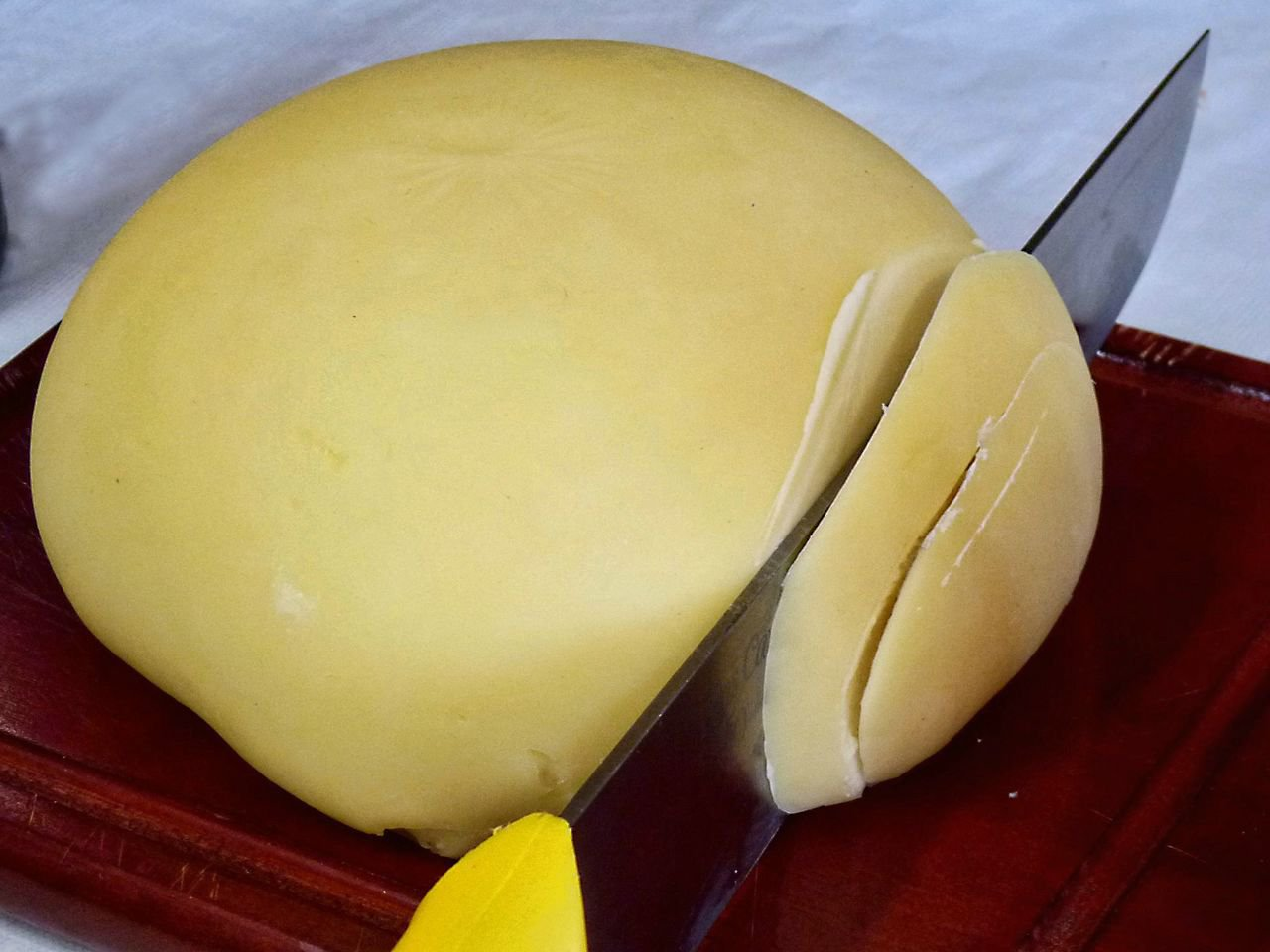
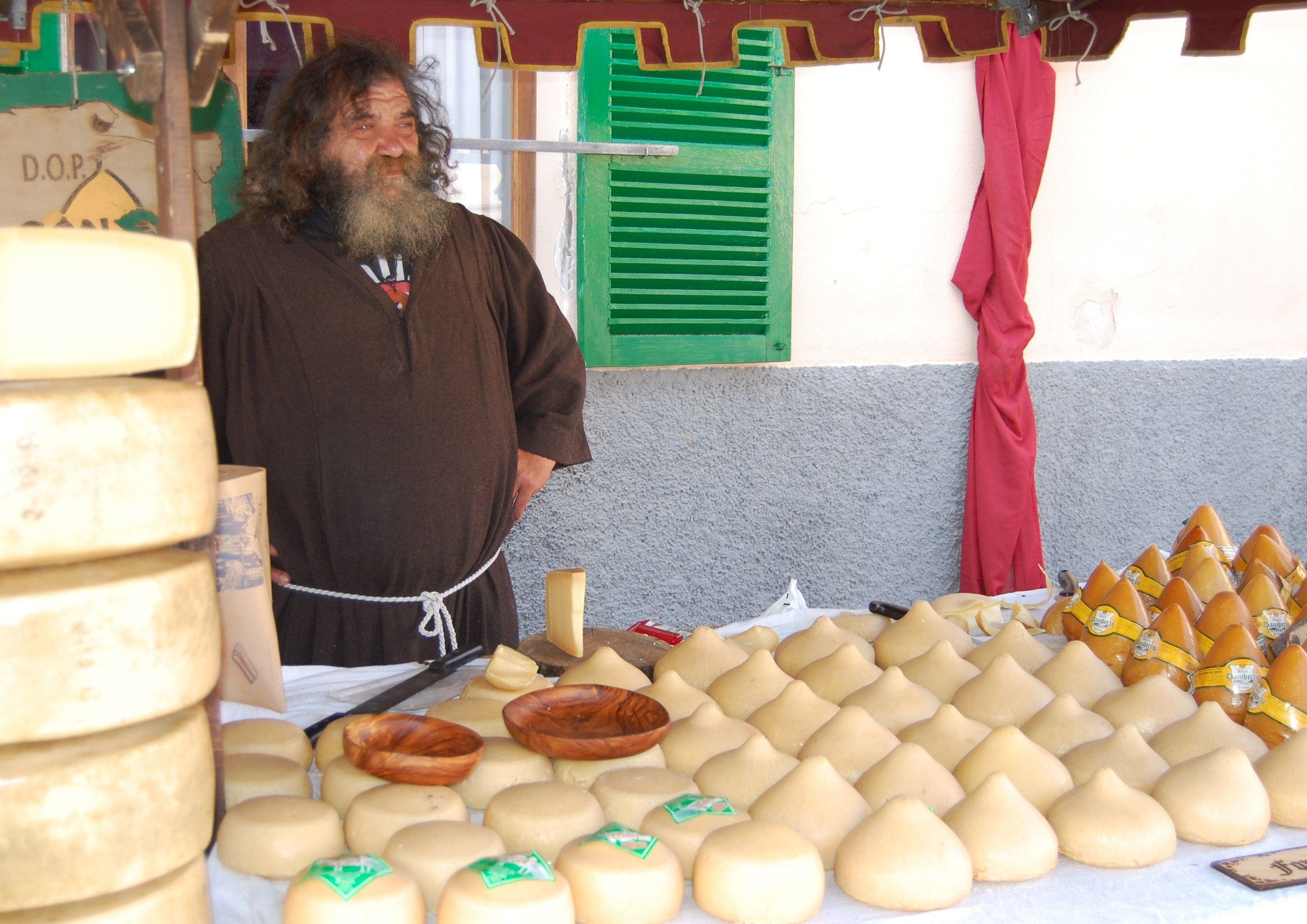
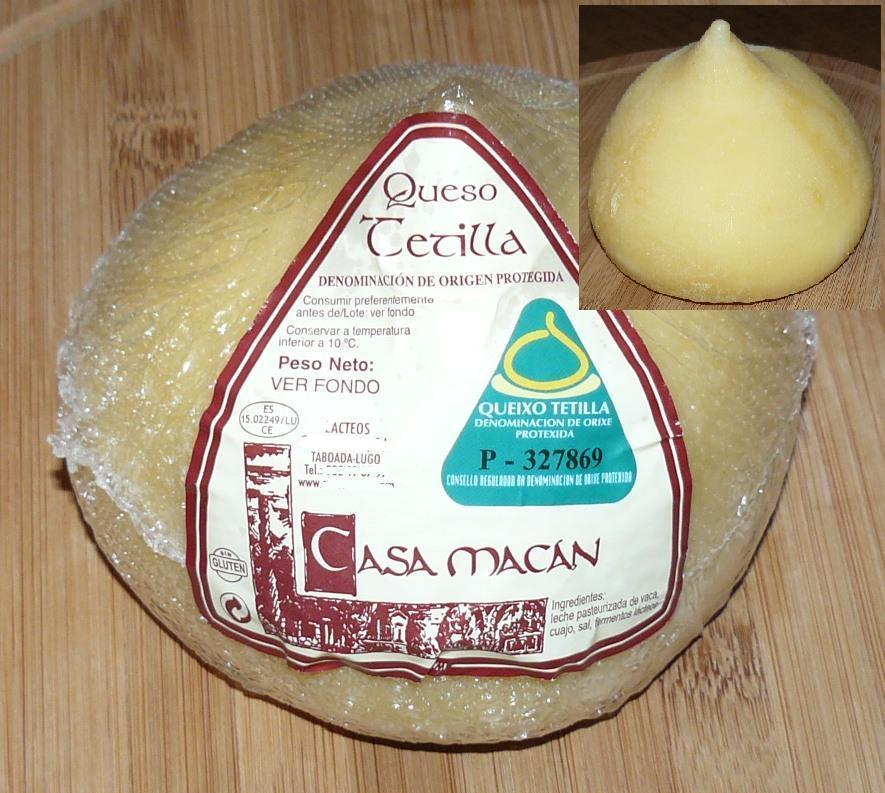